# Ratisbona
Ratisbona (en alemán: Regensburg, pronunciación: /ˈʁeːɡn̩sˌbʊʁk/ⓘ) es una ciudad alemana, capital de la región administrativa de Alto Palatinado, en el estado federado de Baviera. Se encuentra en la confluencia de los ríos Danubio y Regen.
En 2023 la ciudad tenía 159 465 habitantes, y por lo tanto se encuentra después de Múnich, Núremberg y Augsburgo en el cuarto lugar entre las principales ciudades de Baviera. La ciudad es sede del obispado de la diócesis de Ratisbona, tiene  tres universidades y es uno de los 23 centros regionales bávaros. Su casco histórico es Patrimonio de la Humanidad de la Unesco desde el 13 de julio de 2006.
Ratisbona cuenta con un fuerte predominio de la industria sobre todo en ingeniería de automoción, mecánica, ingeniería eléctrica, microelectrónica. El desempleo es inferior a la media nacional (6,8 %) y de Baviera (3,4 %), con solo el 2,6 % (datos a julio de 2012).

## Geografía
La ciudad se encuentra en el punto más al norte del río Danubio y en la desembocadura de los ríos Naab y Regen. En la ciudad hay dos islas sobre el Danubio. El barrio Stadtamhof pertenecía antiguamente a la margen izquierda del Danubio, pero tras la construcción del Europakanal, se ha convertido en otra isla.
En la ciudad se juntan cuatro áreas naturales muy diferentes:
- el Jura de Franconia
- el Bosque bávaro (Bayrischer Wald)
- la llanura del Danubio o Gäuboden
- el terreno terciario de la Baja Baviera

### Clima
La ciudad está situada en la zona climática templada, con influencia continental. El verano es seco y estable, con fuertes tormentas ocasionales, diferenciándose así del clima tan lluvioso de la zona prealpina. Por el contrario, la niebla (niebla alta) es bastante frecuente en otoño e invierno, dando la sensación de estar nublado y siendo escasa la caída de nieve. La media de temperatura anual es de 9,8 °C y la precipitación media de 658 mm, siendo de las ciudades menos lluviosas de Baviera. Los meses más cálidos son de junio a agosto con medias de 18 °C a 20 °C y los meses más fríos son de diciembre a febrero con 0 °C a 0,6 °C de media. La época en que más llueve es en verano, y cuando menos en febrero y marzo.
| Parámetros climáticos promedio de Retisbona (normales 1981-2010) | Parámetros climáticos promedio de Retisbona (normales 1981-2010) | Parámetros climáticos promedio de Retisbona (normales 1981-2010) | Parámetros climáticos promedio de Retisbona (normales 1981-2010) | Parámetros climáticos promedio de Retisbona (normales 1981-2010) | Parámetros climáticos promedio de Retisbona (normales 1981-2010) | Parámetros climáticos promedio de Retisbona (normales 1981-2010) | Parámetros climáticos promedio de Retisbona (normales 1981-2010) | Parámetros climáticos promedio de Retisbona (normales 1981-2010) | Parámetros climáticos promedio de Retisbona (normales 1981-2010) | Parámetros climáticos promedio de Retisbona (normales 1981-2010) | Parámetros climáticos promedio de Retisbona (normales 1981-2010) | Parámetros climáticos promedio de Retisbona (normales 1981-2010) | Parámetros climáticos promedio de Retisbona (normales 1981-2010) |
| Mes                                                              | Ene.                                                             | Feb.                                                             | Mar.                                                             | Abr.                                                             | May.                                                             | Jun.                                                             | Jul.                                                             | Ago.                                                             | Sep.                                                             | Oct.                                                             | Nov.                                                             | Dic.                                                             | Anual                                                            |
| ---------------------------------------------------------------- | ---------------------------------------------------------------- | ---------------------------------------------------------------- | ---------------------------------------------------------------- | ---------------------------------------------------------------- | ---------------------------------------------------------------- | ---------------------------------------------------------------- | ---------------------------------------------------------------- | ---------------------------------------------------------------- | ---------------------------------------------------------------- | ---------------------------------------------------------------- | ---------------------------------------------------------------- | ---------------------------------------------------------------- | ---------------------------------------------------------------- |
| Temp. máx. media (°C)                                            | 2.6                                                              | 4.1                                                              | 10.5                                                             | 17.3                                                             | 20.6                                                             | 24.2                                                             | 26.3                                                             | 24.5                                                             | 20.6                                                             | 14.4                                                             | 7.2                                                              | 2.9                                                              | 14.6                                                             |
| Temp. mín. media (°C)                                            | -2.6                                                             | -2.8                                                             | 0.1                                                              | 4.4                                                              | 8.1                                                              | 11.8                                                             | 13.6                                                             | 12.5                                                             | 9.3                                                              | 5.1                                                              | 1.8                                                              | -1.7                                                             | 5.0                                                              |
| Precipitación total (mm)                                         | 51                                                               | 34                                                               | 37                                                               | 41                                                               | 76                                                               | 77                                                               | 81                                                               | 79                                                               | 43                                                               | 38                                                               | 45                                                               | 56                                                               | 658                                                              |
| Horas de sol                                                     | 44                                                               | 73                                                               | 140                                                              | 194                                                              | 211                                                              | 226                                                              | 240                                                              | 194                                                              | 158                                                              | 105                                                              | 45                                                               | 37                                                               | 1667                                                             |
| Humedad relativa (%)                                             | 88                                                               | 84                                                               | 78                                                               | 72                                                               | 71                                                               | 71                                                               | 70                                                               | 74                                                               | 79                                                               | 84                                                               | 88                                                               | 89                                                               | 79                                                               |
| Fuente n.º 1: World Meteorological Organisation                  |                                                                  |                                                                  |                                                                  |                                                                  |                                                                  |                                                                  |                                                                  |                                                                  |                                                                  |                                                                  |                                                                  |                                                                  |                                                                  |
| Fuente n.º 2: DWD                                                |                                                                  |                                                                  |                                                                  |                                                                  |                                                                  |                                                                  |                                                                  |                                                                  |                                                                  |                                                                  |                                                                  |                                                                  |                                                                  |

## Historia
Desde la Edad de Piedra ha habido asentamientos humanos en la zona de Ratisbona. El nombre celta Radasbona es el más antiguo dado a un asentamiento cercano a la ciudad actual.
Alrededor del año 90 d. C. los romanos construyeron un fuerte en lo que ahora serían los suburbios. Y en 179 pusieron la primera piedra de la ciudad, erigiendo el fuerte Castra Regina ('fortificación del río Regen') para la III Legión Itálica durante el mandato del emperador Marco Aurelio.
En la Edad Media, Ratisbona, ciudad imperial libre se convirtió en el centro político del Sacro Imperio Romano Germánico.
En febrero de 1545 o 1547 nació aquí Don Juan de Austria, hijo del emperador Carlos V y Bárbara Blomberg.
Durante la guerra de los Treinta Años fue ocupada por Baviera el 27 de abril de 1632, tomada por los suecos en noviembre de 1633 y recuperada por las tropas imperiales a finales de julio de 1634.
Fue capital del efímero Principado de Ratisbona, Estado vasallo del Imperio Napoleónico entre 1803 y 1810, cuando es anexionada al Reino de Baviera. Durante las Guerras Napoleónicas fue tomada varias veces por austriacos y franceses, y adquirió notoriedad histórica cuando el 23 de abril de 1809 resultó herido Napoleón Bonaparte en la conquista de esta ciudad.
La ciudad no se industrializó, sin embargo esto no impidió que se convierta en objetivo de bombardeos de los Aliados de la Segunda Guerra Mundial.

## Demografía
| Año  | Población | Hombres  |      | Mujeres  |      |
| ---- | --------- | -------- | ---- | -------- | ---- |
|      |           | absoluto | %    | absoluto | %    |
| 1830 | 16.287    | 7.176    | 44,1 | 9.111    | 55,9 |
| 1864 | 25.981    | 12.049   | 46,4 | 13.932   | 53,6 |
| 1885 | 36.093    | 17.045   | 47,2 | 19.048   | 52,8 |
| 1900 | 45.429    | 22.143   | 48,7 | 23.286   | 51,3 |
| 1910 | 52.624    | 25.510   | 48,5 | 27.114   | 51,5 |
| 1925 | 76.948    | 36.728   | 47,7 | 40.220   | 52,3 |
| 1939 | 95.631    | 47.844   | 50   | 47.787   | 50   |
| 1946 | 115.450   | 56.128   | 48,6 | 59.322   | 51,4 |
| 1956 | 120.324   | 54.550   | 45,3 | 65.774   | 54,7 |
| 1960 | 124.414   | 56.663   | 45,5 | 67.751   | 54,5 |
| 1970 | 129.589   | 60.052   | 46,3 | 69.537   | 53,7 |
| 1980 | 132.088   | 62.325   | 47,2 | 69.763   | 52,8 |
| 1985 | 128.761   | 60.847   | 47,3 | 67.914   | 52,7 |
| 1990 | 132.838   | 63.677   | 47,9 | 69.161   | 52,1 |
| 1995 | 141.268   | 68.631   | 48,6 | 72.637   | 51,4 |
| 2000 | 142.718   | 68.922   | 48,3 | 73.796   | 51,7 |
| 2005 | 151.717   | 73.804   | 48,6 | 77.913   | 51,4 |
| 2006 | 143.399   | 69.119   | 48,2 | 74.280   | 51,8 |
| 2007 | 145.509   | 70.047   | 48,1 | 75.462   | 51,9 |
| 2008 | 147.270   | 70.852   | 48,1 | 76.418   | 51,9 |
| 2009 | 148.282   | 71.313   | 48,1 | 76.969   | 51,9 |
| 2010 | 149.762   | 72.171   | 48,2 | 77.591   | 51,8 |
| 2011 | 152.089   | 73.415   | 48,3 | 78.674   | 51,7 |

Aunque la ciudad cuenta oficialmente con solo 150 000 habitantes, la cifra real es mucho mayor, pues habría que añadir los pueblos del entorno (Landkreis Regensburg) que suman 185 000 habitantes y la alta población universitaria, cifrada en unos 20 000, más la población flotante y los numerosos turistas. Esto dota a la ciudad de una alta actividad comercial, contando por ejemplo con varios centros comerciales. El alto número de estudiantes hace asimismo de Ratisbona una ciudad con una elevada vida nocturna.

## Cultura

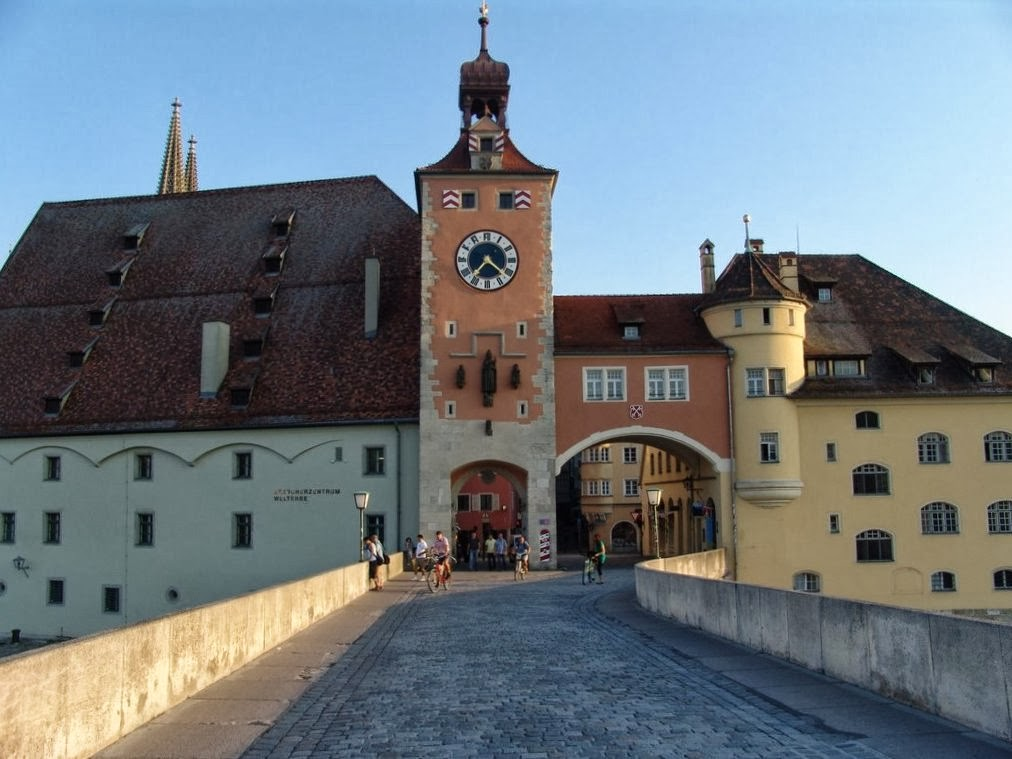
Puerta de la ciudad vieja

El casco viejo de la ciudad está casi intacto y conserva abundante arquitectura románica y gótica. Por ello Ratisbona fue admitida en 2006 en la lista del Patrimonio de la Humanidad por la Unesco, abarcando un área protegida de 182,8 ha y una zona de respeto de 775,6 ha. La decisión conlleva apoyos financieros por parte de la Unión Europea.

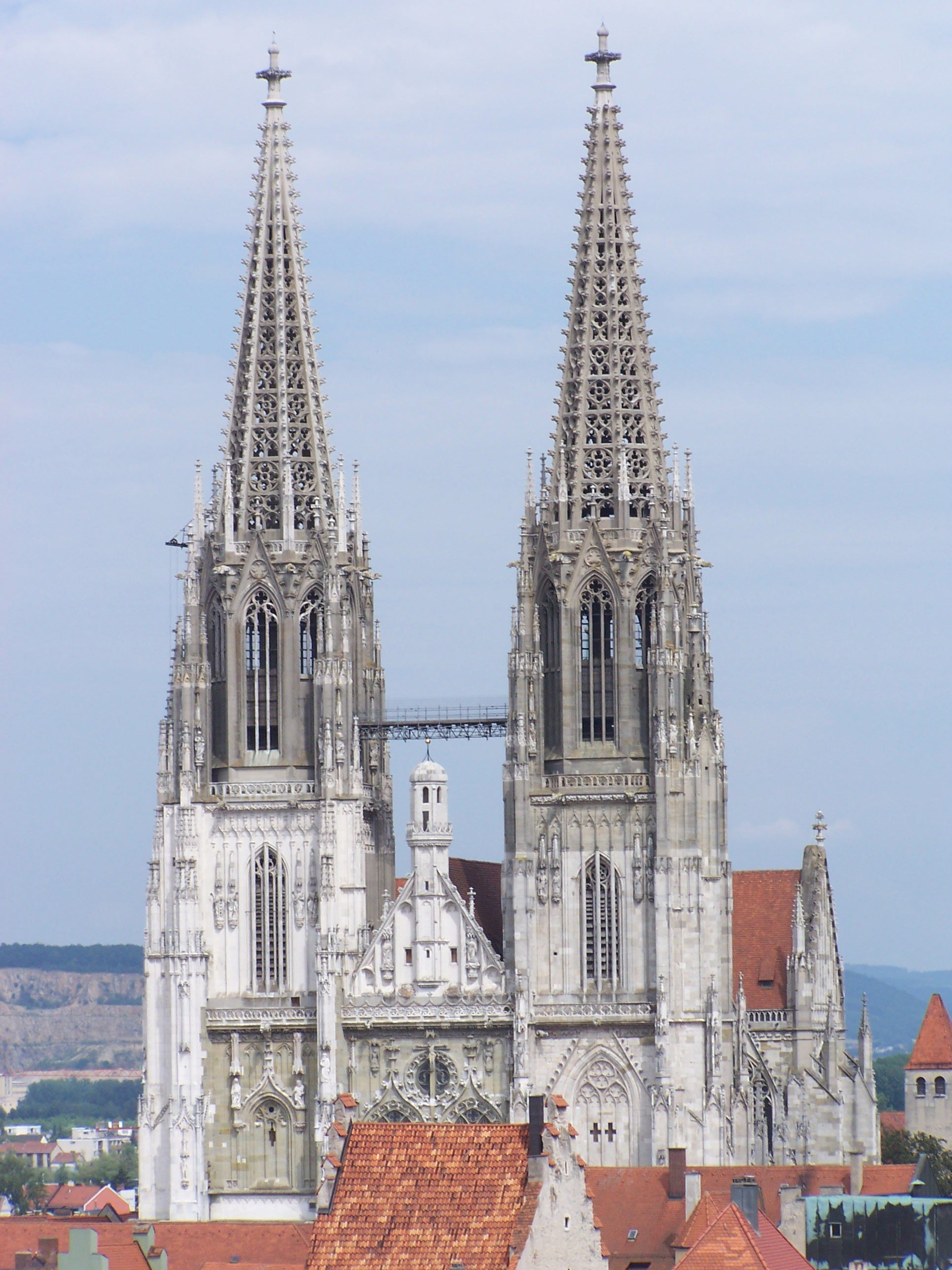
Catedral de San Pedro

Los dos grandes símbolos arquitectónicos de la ciudad son la catedral de San Pedro y el puente de piedra que cruza el Danubio que data de 1146.

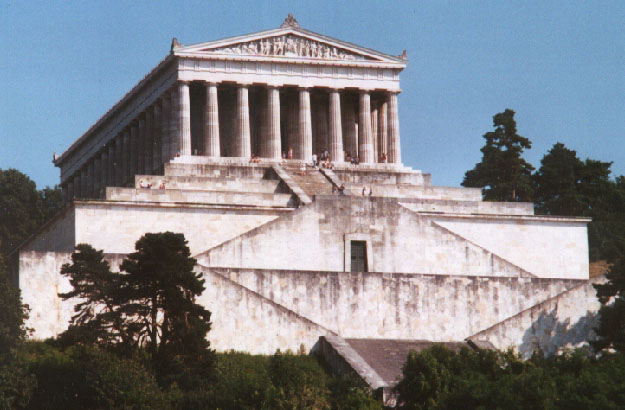
Monumento Walhalla, recordatorio de personajes históricos germánicos.

A 10 km al este de la ciudad, sobre el Danubio se encuentra el monumento llamado Walhalla (Sala de los caídos) y diseñado sobre la base del Partenón griego. Ideado por Luis I de Baviera en 1807, es un recordatorio de la historia germánica a través de 1800 años, que fue inaugurado el 18 de octubre de 1842 y en el que se muestran bustos de personajes de todo tipo. Cuando se inauguró había 160 personajes (96 bustos y 64 placas conmemorativas), habiéndose ampliado poco a poco hasta llegar a las 195 personalidades de hoy (130 bustos y 65 placas). Solo 12 corresponden a mujeres. Aunque pertenece al estado federado de Baviera, cualquiera puede proponer una nueva personalidad de la familia lingüística germánica (es decir, no solo alemanes, sino también austriacos, holandeses, británicos o escandinavos). Uno de los requisitos es que lleve fallecido al menos veinte años y se asuman los costes del nuevo busto. La decisión final corresponde al Consejo ministerial de Baviera.
El papa Benedicto XVI es ciudadano honorario de la ciudad.

## Deporte
El club de fútbol de la ciudad, SSV Jahn Ratisbona, pertenece al segundo nivel del fútbol nacional, la 2. Bundesliga. Su estadio es el Arena Regensburg que posee un aforo de más de 15 000 espectadores.

## Ciudades hermanadas
Ratisbona está hermanada con:
- Aberdeen (Reino Unido, desde 1955)
- Bresanona (Italia, desde 1969)
- Clermont-Ferrand (Francia, desde 1969)
- Pilsen (República Checa, desde 1993)
- Tempe (Estados Unidos, desde 1981)
- Odesa (Ucrania, desde 1990)
- Budavár (Hungría, desde 2005)
- Qingdao (China, desde 2009)[9]